# Otiothops clavus
Otiothops clavus là một loài nhện trong họ Palpimanidae. Loài này được phát hiện ở Brasil.